# 石丸謙二郎
石丸 謙二郎（いしまる けんじろう、1953年〈昭和28年〉11月1日 - ）は、日本の俳優、声優、ナレーター。大分県大分市出身。2006年1月1日より青年座映画放送部所属。

## 来歴
大分市立碩田中学校、大分県立大分上野丘高等学校卒業。日本大学藝術学部演劇学科中退。
幼少期から山を走り回っており、「将来はターザンになりたい」と言っていた。部活動で野球部に入っていた時期があるが、身体が小さかったことに加え、弁膜症を患っており、医師から走ることや日光を浴びることを禁止されていた時期が1年近くあったが、言われる通りにする生活につまらなさを感じ、倒れてもいい覚悟で身体を動かしていた。
高校卒業後に大分から上京し、日本大学芸術学部演劇学科に進学するも2年生のときに中退し、渋谷区のホテルで住み込みのアルバイトやビルの掃除、飲食店などのアルバイトを掛け持ちし、1日の睡眠時間が3時間ほどの生活を送っていた。貯めた資金でニューヨークのブロードウェイに行って腕を磨くことを試みていたが、ビザの申請で「1万ドルを見せなさい」と言われ、金額が足りずに断念した矢先、知り合いに「必ず儲かるから」と投資話を持ち掛けられ、預けた資金を全て持ち逃げされてしまい、サーカスのアルバイトで全国を転々とする生活を送り、その間は公園で寝食したこともあった。
アルバイト先の近くで、つかこうへいが手掛けるロックオペラの芝居稽古を様子を見にいったところ、3000人のオーディションから通過した50人ほどの役者が並んでいたが、つかが初めて手掛けるジャンルの稽古でうまくいかず、つかが「誰か踊れるヤツいないか」と声がかかったところに手を挙げ、オーディションもせずに出演が決まり、以降は事務所にスカウトされ、1977年に『いつも心に太陽を』で舞台デビュー。

## 人物
父親が銀行員で引っ越しが多く、大学入学で上京するまで、大分県内だけで23か所の家に住んでいた。
ウインドサーフィン・登山・スキー・墨絵・自転車・ピアノなど多趣味であるが、役者の仕事柄、怪我や日焼けをしないよう37歳までは趣味を封印していたという。
落ち着いたトーンの声質で、1987年から『世界の車窓から』のナレーションを一貫して務め、知名度を得る。このことから鉄道に関連した作品への出演が多く、『仮面ライダー電王』ではオーナー役、『十津川警部シリーズ』（TBS系）では2017年から新たに亀井刑事（巡査部長）を演じている。日本テレビ系『ぶらり途中下車の旅』では常連旅人として出演しており、2015年11月28日放送分では、藤村俊二の代わりでナレーターも務めている。
朝起きて「せ・か・い」と言えばその日の健康状態がわかるという。
1974年に日本で初めてストリーキングを敢行したと自称しており、「『ストリーク！ストリーク！』と怒鳴りながら」、東京・原宿を走ったという。なお、一般には同年3月12日に広島市で行われたものが日本人による初のストリーキングとされる。
祖父が関根大サーカスの団長だったこともあり幼い頃から体感を鍛えられていた。20歳頃から数年、アルバイトでピエロとしてサーカスに出演していた。石丸のピエロ姿が同サーカス団のポスターに描かれたこともある。
プライベートでは多趣味なアウトドア派。フリークライミングやウインドサーフィン、登山、ダンス、手品などを趣味としている。また、ケイビング（スポーツとしての洞窟探検）も得意で、その技能を生かして『飛び出せ!科学くん』にゲスト出演を果たしている。
70歳でマッターホルン（標高4478m）の登頂に成功している。登頂に向けて10kg減量し、薄い空気に慣れるために、富士山に何度か登ってから挑戦したという。

## スポーツマンNo.1決定戦
第11回芸能人サバイバルバトル（2003年3月23日放送）
当時49歳にして初出場。BURN OUT GUYSでは1分18秒66の好タイムで5位。BEACH FLAGSは2回戦進出。MONSTER BOXは記録なしに終わるも、QUICK MUSCLEでは初挑戦で100回。TAIL IMPOSSIBLEは第2レース進出と随所で健闘を見せるも、総合10位で脱落。
第12回芸能人サバイバルバトル（2003年9月26日放送）
パワー系種目のWORK OUT GUYSでは1分23秒66で6位。BEACH FLAGSは1回戦敗退。前回記録なしだったMONSTER BOXは11段と記録を残し、QUICK MUSCLEでは前の組で野村将希がマークした125回を目標に挑み、1回届かない124回に終わるも、SPIN OFFでは2回戦（初戦）でなかやまきんに君との競り合いを制し、準決勝で池谷直樹に敗れた。BURN OUT GUYSは1分24秒01で8位。各種目でコツコツとポイントを稼ぐも総合9位で脱落。
第13回芸能人サバイバルバトル（2004年4月5日放送）
BURN OUT GUYSは1分21秒52で9位。BEACH FLAGSは1回戦敗退。自己記録11段だったMONSTER BOXでは一気に3段更新し14段。SPIN OFFでは1回戦で野村、2回戦では球体の回転を利用した戦略で脇田寧人に勝利するも、準決勝で山﨑賢太に敗れた。QUICk MUSCLEは自己記録を30回更新する大健闘を見せ、154回で種目別4位。FINAL進出の当落線上に位置していたが、TAIL IMPOSSIBLEが第1レース敗退に終わり、総合9位で脱落。
第14回芸能人サバイバルバトル（2005年4月5日放送）
SPIN OFFでは1回戦で川久保拓司に勝利するも、2回戦で山崎に敗れた。MONSTER BOXは13段。QUICK MUSCLEでは177回と自己記録を更新し、当時の芸能人記録ではケイン・コスギと並ぶ歴代第2位の記録をマークした。最終種目別順位は4位。POWER FORCEでは、1回戦でボビー・オロゴンとの2分にも及ぶ死闘を制し、2回戦ではこの種目のディフェンディングチャンピオンである野村との50代対決も勝利し準決勝進出。準決勝できんに君に敗れた。この種目終了時点で暫定総合6位にいたが、TAIL IMPOSSIBLEが第1レース敗退に終わったことが響き、総合8位で逆転でFINAL進出を逃した。
第16回芸能人サバイバルバトル（2006年3月29日放送）
新種目REVOLUTIONでは、第1組で最初に脱落しノーポイント。SPIN OFFでは1回戦で知幸に敗れ、この種目初の1回戦敗退に終わる。MONSTER BOXも自己記録に届かない13段に終わり、3種目終了時点で総合最下位となり、逆転の生き残りを懸けたQUICK MUSCLEでは開始1分で100回を超えるハイペースで、あわや200回を目前とした矢先、195回目をカウントした瞬間に左膝と左肘が競技台につき、失格の判定。競技後のインタビューでは「もうやるとこまでいこうと思ったらズルっとね、200(回)を目指したから膝ついたと思うんだよね、もうしょうがないです。次は、一気に大きいところ狙います。」「ここ(コロッセオ)にいるとね、凄い嬉しいんだよな。ここが大好きだからね⋯」とコメントを残し、この種目終了時点で脱落が決定。脱落のインタビューでは「もっと暴れたかったっていう気持ちがすごいあるね。帰りたくないね⋯」と悔しさをあらわにした。
第17回芸能人サバイバルバトル（2006年10月4日放送）
SPIN OFFではまたも1回戦敗退を喫し、MONSTER BOXでは13段。QUICK MUSCLEは185回の自己新記録で4位。TAIL IMPOSSIBLEで第1レース敗退に終わり、総合11位で脱落。
第18回芸能人サバイバルバトル（2007年10月5日放送）
BEACH FLAGSは1回戦敗退。SPIN OFFでは1回戦でレイザーラモンHGに勝利するも、2回戦でワッキーに敗れた。MONSTER BOXは野村将希の棄権により、トップバッターで登場。11段を成功するも、13段でロイター板の踏み込みが甘く、初めて失敗に終わった。MUSCLE GYMでは佐藤弘道が持っていた芸能人記録(215回)を3回上回る218回をマークし、一時芸能人記録を作った。最終的な種目別順位は6位で、総合では10位で脱落。
ファイナル進出経験こそないものの、8～10位と安定した成績を残すことが多く、TAIL IMPOSSIBLE開始前まではファイナリストの当落線上にいることも多々あった。SPIN OFFでは前述の通り、球体の回転を活かしたテクニックで当種目で後にNo.1になったきんに君とワッキーに勝利した経験がある。QUICK MUSCLEでも初挑戦以降毎回自己記録を更新し、一時は芸能人歴代2位タイの記録を作っていた。MUSCLE GYMでの初挑戦での218回は、歴代の初挑戦記録で知幸（241回）、きんに君（227回）に次ぐ3位である。
初出場の第11回以降、年齢が1つ年上の野村将希と毎回自己記録更新などに挑んでおり、野村が跳び箱を成功した際には共に喜び、野村がトーナメント種目で敗退した際には悔しがる様子を見せていた。

芸能人サバイバルバトル
| 大会   | 放送日        | 総合順位 |
| ------ | ------------- | -------- |
| 第11回 | 2003年3月23日 | 10位     |
| 第12回 | 2003年9月26日 | 9位      |
| 第13回 | 2004年4月5日  | 9位      |
| 第14回 | 2005年4月8日  | 8位      |
| 第16回 | 2006年3月29日 | 14位     |
| 第17回 | 2006年10月4日 | 11位     |
| 第18回 | 2007年10月5日 | 10位     |

TBS系『SASUKE』『スポーツマンNo.1決定戦』の常連出場者で、野村将希と自己記録の更新に挑んでおり、両名の克己心を自らのモチベーションにする若手芸能人も少なくない。また、初回出演時には局からのオファーではなく「自ら葉書を出して応募した」一般応募枠であることを明言している。SASUKEには過去16回出場し、1st STAGEクリアこそないものの、1stの最終エリアまでは2回到達している。

## 出演

### テレビドラマ

#### NHK
- 大河ドラマ
  - 獅子の時代（1980年）
  - 武田信玄（1988年） - 御宿友綱
  - 翔ぶが如く（1990年） - 大隈重信
  - 徳川慶喜（1998年） - 徳川茂徳
  - 青天を衝け（2021年） - 原敬
- 嫁ぐ日'84（1984年8月25日） - 謙二郎
- 連続テレビ小説
  - 澪つくし（1985年） - 河原畑仁
  - はね駒（1986年） - 北村
  - ちむどんどん（2022年） - 比嘉賢吉[14]
- 銀河テレビ小説
  - 四捨五入殺人事件（1987年） - 島原
- びいどろで候〜長崎屋夢日記（1990年） - ヘンボルト
- 巌流島 小次郎と武蔵（1992年） - 雀丸
- 腕におぼえあり（1992年） - 杉野清五郎
- ドラマ新銀河
  - つばさ（1994年）
- 土曜ドラマ
  - うどんとビデオ（1997年） - 植村
  - 氷壁（2005年） - 森脇茂雄
- 喪服のランデヴー（2000年） - 佐々木和彦
- 世に棲む日日（2000年） - 玉木文之進
- 四千万歩の男（2001年） - 細見権十郎
- 光の帝国（2001年） - 志村守
- 茂七の事件簿 ふしぎ草紙（2001年） - 川越屋
- ある日、嵐のように（2001年） - 服部武彦
- 占有家族（2001年） - 刑事
- はんなり菊太郎（2002年） - 森田重兼
- 少年たち3（2002年） - 高見弁護士
- 火消し屋小町（2004年） - 服部正和
- コンカツ・リカツ（2009年） - 語り
- 坂の上の雲（2009年） - 公使館・久保
- 未解決事件（2011年） - 古野喜政
- 負けて、勝つ 〜戦後を創った男・吉田茂〜（2012年） - 岩淵辰雄
- 鼠、江戸を疾る 第4回「姉妹の願い」（2014年1月30日） - 佐沼長時
- お葬式で会いましょう（2014年5月5日） - 入口慢太郎
- ダークスーツ（2014年11月22日 - 12月27日） - 里中喜代寛
- 一路 第4回「姫君の恋」（2015年8月21日、NHK BSプレミアム） - 諏訪因幡守
- NHKスペシャル「原発メルトダウン 危機の88時間」（2016年3月13日）※再現ドラマ[15]
- 大全力失踪（2019年4月7日 - 28日、NHK BSプレミアム） - 白金憲一

#### 日本テレビ
- 髪（ヘアー）（1987年）
- ジャングル（1987年）
- 銭形平次 第30話「鬼心、女心」（1987年） - 壺八
- STATION（1995年） - 磯山雄三
- 銀狼怪奇ファイル（1996年） - 赤間徹
- 竜馬におまかせ! - 小栗上野介
  - 第10話「荒木三太夫らぐたいむばんど その3」（1996年6月12日）
  - 第11話「荒木三太夫らぐたいむばんど その4」（1996年6月19日）
  - 最終話「坂本竜馬暗殺計画」（1996年6月26日）
- 心療内科医・涼子（1997年、読売テレビ）- 館林祐司
- ぼくらの勇気 未満都市（1997年） - 森岡本部長
- 女医（1999年、読売テレビ） - 草薙浩司
- ロマンス（1999年、読売テレビ）
- バカヤロー!2000 ニッポン人の怒りが爆発する!!「前向きが何だ!」（2000年3月29日）
- SPEED STAR（2001年）
- ナースマン（2002年） - 小田切
- 明日があるさ（2002年）
- ふたり 私たちが選んだ道（2003年） - 鎌形敏行
- 乱歩R（2004年1月12日 - 3月15日、読売テレビ） - 片桐謙吾
- 恋のから騒ぎ〜Love_StoriesIII〜「十億の女」（2006年9月26日）
- 王様の心臓〜リア王より〜（2007年）
- ホカベン（2008年） - 濱田真司
- お助け屋☆陣八 第5話「ブラック会社を退治」（2013年2月7日、読売テレビ） - 森下会計士
- 49（2013年） - 理事長
- 花咲舞が黙ってない 第3シリーズ（2024年5月11日） - 料理長
- 火曜サスペンス劇場
  - 救急指定病院1（1992年5月12日） - 檜村孝信
  - 松本清張スペシャル・微笑の儀式（1995年3月7日） - 島上忠太郎
  - 検事 霧島三郎6（1999年4月6日） - 本間検事
  - 京都金沢わらべ唄殺人事件（2002年3月5日） - 長谷部順也
  - 刑事・鬼貫八郎14「表と裏」（2002年7月23日） - 須田誠司
  - 警部補 佃次郎16「女の賭け」（2002年11月12日） - 町田雄一
  - 軽井沢ミステリー5「子別れ」（2003年12月2日） - 服部満夫
- 金曜スーパープライム 1000年後に残したい…報道映像（2011年12月23日）
  - 「メルトダウン 〜福島第一原発 あのとき何が〜」 - 海江田万里 ※再現ドラマ

#### TBS
- 親子ゲーム（1986年）
- 大岡越前 第10部 第6話「弱者に誓う大岡裁き」（1988年） - 秋田屋伝次郎
- こちら芝浦探偵社（1989年） - 磯部秘書
- 水戸黄門
  - 第18部 第30話「天下の嶮の悪退治 -箱根-」（1989年4月10日） - 重次郎 ※石丸謙次郎 名義
  - 第19部 第19話「人情娘馬子唄 -郡上八幡-」（1990年2月5日） - 多吉
  - 第37部 第5話「陰謀砕いた美人姫 -越後高田-」（2007年5月7日） - 速水軍兵衛
- ドラマ30
  - 愛のたくらみ（1993年 - 1994年、中部日本放送）
  - 表層家族（1998年、毎日放送） - 坂崎守
  - 虹のかなた（2004年、毎日放送） - 長瀬満喜夫
- スチュワーデスの恋人（1994年） - ナレーション
- 夏!デパート物語（1995年）
- HOTEL シーズン4 第10話 - 寿司岩主人・小森（1995年）
- ストーカー・誘う女（1997年） - 医師
- 家族になろうよ!（1999年） - 真船俊一
- 松本清張特別企画・顔（1999年）
- おとうさん（2002年） - 山口雅秀（次郎の父）
- 砂の器（2004年） - 佐々木健次
- 広島 昭和20年8月6日（2005年） - 広瀬将校
- 僕たちの戦争（2006年）
- 冗談じゃない!（2007年） - 「パシフィック電機」人事部長
- JIN-仁-（2009年） - 浜口儀兵衛
- 獣医ドリトル（2010年） - 原大介
- 一年半待て（2010年） - 森崎警部補
- 運命の人（2012年1月15日 - 3月18日） - 林外務次官
- クロコーチ 第1話「三億円事件〜昭和最後の謎!!」（2013年10月11日） - 郷田文吾
- 99.9-刑事専門弁護士- SEASON I 第1話「0.1%にこだわる型破りな男登場!! 逆転不可能な事件に挑め」（2016年4月17日） - 加藤誠
- 初めて恋をした日に読む話（2019年） - 春見正
- 集団左遷!! - 島津和幸
  - 第9話「託された不正の証拠! 最後の大逆転目前!」（2019年6月16日）
  - 最終話「完結〜下克上の行方 熱き男が起こす奇跡」（2019年6月23日）
- 月曜ドラマスペシャル→月曜ミステリー劇場→月曜ゴールデン→月曜名作劇場
  - バイト人生百発百中（1989年12月11日）
  - 真夏のサンタクロース（1992年9月14日） - 山田
  - 松本清張特別企画・証明（1994年11月14日） - 倉橋編集長
  - ど素人刑事殺人事件簿 慕情編（1996年8月5日） - 秋山大二郎
  - 税務調査官・窓際太郎の事件簿3（1999年6月21日） - 本木統括官
  - 外科医零子1「ハートの記憶」（2001年10月22日） - 副島隆司
  - 棟居刑事シリーズ - 山路忠広[注 1]
    - 棟居刑事シリーズ1「花の狩人」（2001年12月3日）
    - 棟居刑事シリーズ2「高層の死角」（2003年4月21日）
    - 棟居刑事シリーズ3「追跡」（2004年3月8日）
    - 棟居刑事シリーズ4「復讐」（2004年12月20日）

  - ホステス探偵危機一髪4（2002年3月11日） - 久保田健太郎
  - 十津川警部シリーズ[注 2]
    - 十津川警部シリーズ25「南紀白浜殺人ルート」（2002年3月25日） - 真田誠
    - 十津川警部シリーズ37「特急あずさ殺人事件」（2006年10月2日） - 佐々木警部

  - 探偵 左文字進6「避暑地の殺人者」（2002年10月7日） - 中谷憲吾
  - 万引きGメン・二階堂雪9「離婚願望」（2002年10月21日） - 宮島和樹
  - 真実を追う男2（2004年7月19日） - 遠山純一
  - 法廷サスペンスSP2・裁判員制度ドラマ 家族〜あなたに死刑が宣告出来ますか?〜（2009年5月18日） - 西原誠一郎
  - 法廷サスペンスSP4・二重裁判（2009年6月1日） - 裁判長
  - 遺品整理人 谷崎藍子4「身代わりの花」（2014年1月20日、毎日放送） - 峰岸康生
  - 十津川警部シリーズ - 亀井定雄[注 3]
    - 新・十津川警部シリーズ1「伊豆・下田殺人ルート」（2017年1月23日）
    - 新・十津川警部シリーズ2「伊香保温泉殺人事件」（2017年4月3日）
    - 十津川警部シリーズ3「伊豆踊り子号殺人迷路」（2017年9月11日）
    - 十津川警部シリーズ4「愛と裏切りの伯備線」（2017年10月16日）
    - 十津川警部シリーズ5「京都・嵯峨野殺人迷路」（2018年4月9日）
    - 十津川警部シリーズ6「日光・恋と裏切りの鬼怒川」（2018年9月10日）
    - 十津川警部シリーズ7「浜名湖殺人ルート」（2018年12月10日）
    - 十津川警部シリーズ8「外房線に消えた女〜十津川の初恋〜」（2019年3月25日）

#### フジテレビ
- 北の国から
  - 連続テレビシリーズ 11話（1981年） - スナックの客
  - '92 巣立ち（1992年） - ビデオ店店員
- 流れ星佐吉 第16話「一服盛って大掃除」（1984年、関西テレビ）
- 親戚たち（1985年）
- 団地妻連続殺人事件  (1986年2月28日、 金曜女のドラマスペシャル) - セールスマン
- 時にはいっしょに（1986年） - 数学講師
- 君の瞳をタイホする!（1988年）
- 失踪宣告（1988年）
- 夏の嵐（1989年、東海テレビ） - 黒岩猛
- 華の別れ（1989年、東海テレビ）
- 岡っ引どぶ 第5話「京洛殺人事件」（1991年） - 綾小路三位
- 鬼平犯科帳
  - 第2シリーズ 第15話「霧の朝」（1991年） - 吉造
  - 第5シリーズ 第6話「白根の万左衛門」（1994年） - 沼田の鶴吉
  - 第8シリーズ 第7話「同門対決」（1998年） - 笠倉の太平
- その時、ハートは盗まれた（1992年） - 辻野先生
- 大人は判ってくれない（1992年）
- ビートたけしのつくり方 ミニドラマ「大家族主義」「堀切家の人々」（1993 - 1994年） - 斉藤竜興
- 総務課長戦場を行く! （1994年）
- 幸福の予感（1996年） - 向坂一郎
- ナースのお仕事（1996年） - 森下敏郎
- ギフト（1997年） - 息吹秘書
- その時がきた（1997年、東海テレビ） - 井口周吉
- 学校の怪談（1999年）
- 賭事女王（1999年） - 高倉賢
- きらきらひかる（1998年） - 喜多村隆三
- 剣客商売
  - 第2シリーズ 第6話「三冬の縁談」（2000年） - 佐藤要
  - 剣客商売スペシャル「決闘・高田の馬場」（2005年） - 坂西房之助
- HERO 第1シリーズ 第7話「君に会えてよかった」（2001年2月19日） - 神林琢磨
- ショムニFINAL（2002年） - 青山
- ダブルスコア（2002年） - 曾根崎隆夫
- 夜桜お染（2003年） - 沢島兵部
- 徳川綱吉 イヌと呼ばれた男（2004年） - 間光延
- 恋におちたら〜僕の成功の秘密〜（2005年） - 長谷川社長
- チーム・バチスタ2 ジェネラル・ルージュの凱旋（2010年） - 沼田泰三
- ギルティ 悪魔と契約した女 （2010年） - 松永征一
- 黄昏流星群（2011年） - 竹田社長
- 花ざかりの君たちへ〜イケメン☆パラダイス〜2011（2011年） - 樹桜彦
- 炎の経営者（2017年3月19日） - 寺内良和
- 家族の旅路 家族を殺された男と殺した男（2018年、東海テレビ） - 松枝栄二郎
- 記憶（2018年） - 片桐啓介
- マウンテンドクター（2024年7月8日 - 9月16日、関西テレビ） - 鮎川篤史 役[16]
- 金曜エンタテイメント
  - 松本清張スペシャル・Dの複合（1993年） - 武田健策
  - 京都祇園入り婿刑事事件簿2（1997年）
  - 音の犯罪捜査官・響奈津子2（1997年） - 森本由雄
  - 松本清張七回忌特別企画・薄化粧の男（1998年） - 刑事
  - 十津川警部夫人の旅情殺人推理 - 小山浩平
    - 十津川警部夫人の旅情殺人推理1（2003年5月30日）
    - 十津川警部夫人の旅情殺人推理2（2004年6月18日）
    - 十津川警部夫人の旅情殺人推理3（2005年3月25日）

  - おばさんデカ 桜乙女の事件帖13（2004年12月10日） - 村田大吾
- 金曜プレステージ
  - 検事・霞夕子（2011年 - ） - 岩瀬厚一郎
- 世にも奇妙な物語
  - 「禁じられた遊び」（1990年） - 谷沢正夫
  - 「真夜中のディスクジョッキー」（1991年）
  - 「時間のない街」（1999年）
  - 「透き通った一日」（2008年） - 教頭先生
  - 「クイズ天国 クイズ地獄」（2009年） - 人事部長

#### テレビ朝日
- ダウンタウン探偵組（1988年)
- 七人の女弁護士
  - （1990年） - 妹尾裁判官 役
  - （1991年） - 高木正彦 役
- はみだし刑事情熱系
  - PART4 第2話「愛と哀しみの殺意 告白が変えた2人の関係！」（1999年10月13日） - 加藤孝明
  - PART6 第2話「娘の彼は父の部下!? 恋の秘密が始まった」（2001年10月10日） - 宮地秀雄 役
- オヤジ探偵（2001年） - 本田利孝 役
- 科捜研の女
  - season4 最終話「疑惑の誘拐 京都タワーが見える監禁場所を捜せ！手がかりは一枚の写真だけ!! 二つの転落死を結ぶ点と線！」（2002年9月19日） - 相沢信彦 役
  - 新・科捜研の女3 第6話「vs警察犬ハリー！第三の銃撃犯を追え」（2006年8月17日） - 真山勝男 役
  - season17 第15話「見当たり捜査の鬼」（2018年3月1日） - 桃井貞治 役
- 眠れぬ夜を抱いて（2002年） - 石黒敬一郎 役
- SABU 〜さぶ〜（2002年） - 儀兵衛 役
- ぼくらはみんな生きている（2003年） - 沢村徹 役
- 忠臣蔵（2004年） - 大高忠雄 役
- 名奉行! 大岡越前（2005年） - 村井長庵 役
- アストロ球団（2005年） - 金田正一 役
- 安楽椅子探偵（2006年） - 西大路隼人 役
- 富豪刑事（2006年） - 大崎春堂 役
- 白虎隊（2007年） - 孝明天皇
- 仮面ライダーシリーズ
  - 仮面ライダー電王（2007年） - オーナー / 駅長 役（ナレーションを兼任）
  - 仮面ライダーディケイド（2009年） - オーナー 役
- その男、副署長（2007年 - 2009年） - 野沢健作 役
- 八州廻り桑山十兵衛〜捕物控ぶらり旅（2007年） - ナレーション
- 肉体の門（2008年） - 数寄屋橋署署長 役
- 特命係長 只野仁（2009年） - 内村博則 役
- 落日燃ゆ（2009年） - 花井忠 役
- 必殺仕事人2009（2009年） - 上総屋松蔵 役
- エンゼルバンク〜転職代理人〜（2010年） - 豊島秀樹 役
- やまない雨はない（2010年）
- 外科医 須磨久善（2010年） - 伊藤明夫 役
- 悪党〜重犯罪捜査班（2011年） - 黒沢達矢 役
- ジウ 警視庁特殊犯捜査係（2011年） - 太田信之 役
- 愛・命 〜新宿歌舞伎町駆け込み寺〜（2011年）
- 相棒
  - season11 第4話「バーター」（2012年10月31日） - 潮弘道 役
  - season23 第9話「最後の一日」（2025年1月1日） - 伊地知義弘 役
- ドクターX〜外科医・大門未知子〜（2012年） - 相馬圭一郎 役
- 刑事110キロ（2013年） - 鬼久保巌 役
- 京都人情捜査ファイル（2015年） - 加藤善浩 役
- JKと六法全書 第4話「JKと後妻業」（2024年5月10日） - 綾本純 役[17]
- 土曜ワイド劇場→土曜プライム・土曜ワイド劇場
  - 幽霊半島（1984年）
  - 迷探偵記者羽鳥雄太郎と駆け出し女刑事シリーズ（1987年） - 写真屋 役
  - 混浴露天風呂連続殺人11（1992年7月18日） - 大野木伸介 役
  - 松本清張特別企画・黒革の手帖（1996年） - 村井亨 役
  - 松本清張スペシャル 黒い樹海（1997年） - 竹尾刑事 役
  - 女弁護士 朝吹里矢子（1998年） - 高畠通夫 役
  - おばはん刑事!流石姫1（1998年9月5日） - 倉田大造 役
  - 牟田刑事官VS終着駅の牛尾刑事そして事件記者冴子（2001年） - 片倉直義 役
  - 救急救命士・牧田さおり - 長谷川洋司 役
    - 救急救命士・牧田さおり1（2002年1月26日）
    - 救急救命士・牧田さおり2（2003年5月31日）
    - 救急救命士・牧田さおり3（2004年8月28日）
    - 救急救命士・牧田さおり4（2005年11月12日）
    - 救急救命士・牧田さおり5（2007年2月3日）
    - 救急救命士・牧田さおり6（2009年6月13日）
    - 救急救命士・牧田さおり7（2010年5月1日）
    - 救急救命士・牧田さおり8（2011年8月27日）
    - 救急救命士・牧田さおり9（2013年2月23日）
    - 救急救命士・牧田さおり10（2015年5月9日）

  - 新・赤かぶ検事奮戦記（朝日放送） - 法眼正法 役
    - 新・赤かぶ検事奮戦記14（2002年10月19日）
    - 新・赤かぶ検事奮戦記15（2003年12月6日）
    - 新・赤かぶ検事奮戦記16（2004年10月16日）
    - 新・赤かぶ検事奮戦記17（2005年8月13日）

  - 殺人スタント（2004年）
  - タクシードライバーの推理日誌（2005年） - 野田修次 役
  - 事件
    - 事件12（2006年4月29日） - 金沢郁夫 役
    - 事件15（2012年5月12日） - 若月検事 役

  - 温泉 (秘) 大作戦4（2007年7月21日） - 後藤明利 役
  - おとり捜査官・北見志穂12（2007年8月4日） - 西丸洋二郎 役
  - ショカツの女 新宿西署 刑事課強行犯係（朝日放送） - 畠山義信 役
    - ショカツの女1 新宿西署 刑事課強行犯係（2007年11月10日）
    - ショカツの女2 新宿西署 刑事課強行犯係（2008年5月17日）
    - ショカツの女3 新宿西署 刑事課強行犯係（2009年4月18日）
    - ショカツの女4 新宿西署 刑事課強行犯係（2010年4月17日）
    - ショカツの女5 新宿西署 刑事課強行犯係（2011年1月15日）
    - ショカツの女6 新宿西署 刑事課強行犯係（2011年11月19日）
    - ショカツの女7 新宿西署 刑事課強行犯係（2013年2月16日）
    - ショカツの女8 新宿西署 刑事課強行犯係（2013年12月14日）
    - ショカツの女9 新宿西署 刑事課強行犯係（2014年9月27日）
    - ショカツの女10 新宿西署 刑事課強行犯係（2015年5月16日）
    - ショカツの女11 新宿西署 刑事課強行犯係（2015年11月21日）
    - ショカツの女12 新宿西署 刑事課強行犯係（2016年7月9日）
    - ショカツの女13 新宿西署 刑事課強行犯係（2017年2月18日）

  - 警視庁電話指導官〜深川真理子の事件簿（2008年6月7日） - 梅宮正和 役
  - 弁護士・森江春策の事件1（2009年8月1日） - 加藤高弥 役
  - 人類学者・岬久美子の殺人鑑定1（2010年9月4日） - 鷹取行夫 役
  - 拘置所の女医1（2011年3月5日） - 土方一 役
  - 終着駅シリーズ25「途中下車する女」（2011年9月24日） - 森岡治 役
  - 監察官・羽生宗一1（2014年5月10日） - 野崎副署長 役
  - 検事・朝日奈耀子17（2016年4月9日） - 小笠原毅 役
- 日曜プライム
  - 警部補・碓氷弘一 〜マインド〜（2018年11月25日） - 田端守雄 役
  - 遺留捜査スペシャル（2019年12月1日） - 水島俊樹 役

#### テレビ東京
- 忠臣蔵外伝 薄桜記（1991年）
- 女と愛とミステリー
  - 「和泉教授夫妻シリーズ」（2001年） - 正木刑事
  - 「主婦探偵・河原綾子のぞき見事件簿」（2001年） - 梨田敏彦
  - 「やもめ記者の事件メモ」（2002年） - 須山忠雄
- 竜馬がゆく（2004年） - 岡上新輔
- 水曜ミステリー9
  - 「指紋捜査官・塚原宇平の神業1」（2005年） - 五月女貢
  - 「刑事・鳴沢了シリーズ」（2005年） - 筧秀行
  - 「多摩南署たたき上げ刑事・近松丙吉」（2008年） - 工藤恒夫
  - 「作家探偵・山村美紗1」（2012年） - 早見青草
  - 「葬儀屋松子の事件簿1」（2012年） - 斎藤悠一郎
  - 「嫌われ監察官 音無一六〜警察内部調査の鬼〜」（2013年 - ） - 七尾政和
  - 「借王＜シャッキング＞〜華麗なる借金返済作戦〜」（2014年） - 山本忠秀
  - 「新・旅行作家 茶屋次郎13」（2016年） - 藤尾泰三
  - 「トカゲの女 警視庁特殊犯罪バイク班3」（2017年） - 三国赳夫
- よろずや平四郎活人剣（2007年） - 菱沼惣兵衛
- 忠臣蔵〜その義その愛（2012年） - 阿波野屋利助
- 孤独のグルメ Season3 第5話 （2013年8月7日） - 時田実 役
- 警視庁ゼロ係〜生活安全課なんでも相談室〜 - 谷本敬三[18]
  - FIRST SEASON（2016年1月15日 - 2月26日）
  - SECOND SEASON（2017年7月21日 - 9月15日）
  - THIRD SEASON（2018年7月20日 - 9月14日）
  - SEASON4（2019年7月19日 - 9月6日）
- コードネームミラージュ（2017年） - 左文字外記
- 噂の女（2018年、BSジャパン） - 松崎健吾
- 行列の女神〜らーめん才遊記〜（2020年） - ナレーション
- サ道〜2022年 冬 小さな幸せを胸にととのう〜（2022年12月25日）

#### WOWOW
- 京極夏彦 「怪」（2000年） - 市村松乃輔
- 朝食亭（2009年） - 東弁護士
- 闇の伴走者（2015年） - 望月秀正
- ドラマW ゴールデンカムイ -北海道刺青囚人争奪編- 最終話（2024年12月1日） - 淀川輝前

### 配信ドラマ
- 新聞記者（2022年1月13日配信、Netflix）- 官房長官 役

### 映画
- 蒲田行進曲（1982年） - 大部屋俳優
- 里見八犬伝（1983年） - 宴の侍
- テラ戦士ΨBOY（1985年） - 数学
- 熱海殺人事件（1986年、ジョイパックフィルム）
- 刑事物語5 やまびこの詩（1987年、東宝） - 警官
- 異人たちとの夏（1988年、松竹）
- 黒い雨（1989年） - 青及
- バカヤロー!3 へんな奴ら第二話「過ぎた甘えは許さない」（1990年、松竹）
- バカヤロー!4 YOU! お前のことだよ第二話「カラダだけの男」（1991年）
- 幕末純情伝（1991年、松竹） - 大久保利通
- 事件屋稼業（1992年、ジャパンホームビデオ）
- ヒーローインタビュー（1994年、東宝） - コーチ
- 失楽園（1997年） - 村松
- チャカ LONELY HITMAN（1998年、ビジョンスギモト）
- F (エフ)（1998年、松竹） - 田辺
- ガメラ3 邪神覚醒（1999年） - 先任管制官
- のど自慢（1999年、シネカノン／日活）
- リング2（1999年） - 大牟田刑事
- 阿修羅の伝説 死闘篇（2001年） - 神谷
- 陰陽師（2001年） - 陰陽師
- プラトニック・セックス（2001年） - 角倉義雄
- 突入せよ! あさま山荘事件（2002年） - 長野県機動隊分隊長
- 害虫（2002年） - コンビニの中年男
- 陽はまた昇る（2002年） - 大野久志
- けっこう仮面（2003年、アートポート）
- SABU 〜さぶ〜（2003年、キネマ旬報） - 儀兵衛
- けっこう仮面 SURPRISE（2004年、アートポート）
- 春の雪（2005年） - 綾倉伯爵
- ALWAYS 三丁目の夕日（2005年） - 静夫
- ハサミ男（2005年）
- 旅の贈りもの 0:00発（2006年） - 藤堂順平
- 風のダドゥ（2006年） - 中林
- 小さき勇者たち〜ガメラ〜（2006年） - 雨宮宗一郎
- 難波金融伝・ミナミの帝王（2006年）
- HAZARD（2006年） - 税関職員
- 仮面ライダーシリーズ
  - 劇場版 仮面ライダー電王 俺、誕生!（2007年） - オーナー
  - 劇場版 仮面ライダー電王&キバ クライマックス刑事（2008年） - オーナー
  - 劇場版 さらば仮面ライダー電王 ファイナル・カウントダウン（2008年） - オーナー
  - 劇場版 超・仮面ライダー電王&ディケイド NEOジェネレーションズ 鬼ヶ島の戦艦（2009年） - オーナー・駅長
  - 仮面ライダー×仮面ライダー×仮面ライダー THE MOVIE 超・電王トリロジー（2010年） - オーナー・駅長
    - EPISODE RED ゼロのスタートウィンクル
    - EPISODE BLUE 派遣イマジンはNEWトラル
    - EPISODE YELLOW お宝DEエンド・パイレーツ

  - オーズ・電王・オールライダー レッツゴー仮面ライダー（2011年） - オーナー
  - 仮面ライダー×スーパー戦隊 スーパーヒーロー大戦（2012年） - オーナー
  - 平成仮面ライダー20作記念 仮面ライダー平成ジェネレーションズ FOREVER（2018年12月22日） - オーナー[19]
  - 仮面ライダー電王 プリティ電王とうじょう!（2020年） - ナレーション
  - セイバー+ゼンカイジャー スーパーヒーロー戦記（2021年） - オーナー[20]
- フィッシュストーリー（2009年） - 谷口
- 20世紀少年 第2章 最後の希望（2009年） - 歌舞伎町警察署長
- ハゲタカ（2009年、東宝） 出演シーンカット、キャストクレジットはされている。
- ゴールデンスランバー（2010年） - 近藤守
- HESOMORI -ヘソモリ-（2011年）
- おかえり、はやぶさ（2012年）
- はさみ hasami（2012年）
- 種まく旅人〜みのりの茶〜（2012年） - 森川修一
- 綱引いちゃった!（2012年）
- サンゴレンジャー（2013年）
- 地獄でなぜ悪い（2013年）
- トリック劇場版 ラストステージ（2014年1月11日） - 有田雄一
- 蜩ノ記（2014年10月4日） - 播磨屋吉左衛門
- エベレスト 3D 日本語吹き替え版（2015年11月6日） - ナレーション[21]
- 君の笑顔に会いたくて（2017年）
- 鋼の錬金術師（2017年12月1日） - コーネロ教主 [22]
- いぬやしき（2018年4月） - 土方功夫
- お終活 熟春!人生、百年時代の過ごし方 （2021年5月21日、 イオンエンターテイメント）　-　坂口
- 1%er ワンパーセンター（2024年12月6日） - 進[23][24][25]
- ショウタイムセブン（2025年2月7日、アスミック・エース）

### 舞台
- フロッグとトード〜がま君とかえる君の春夏秋冬〜（2006年・2007年・2009年）　－ 主演・フロッグ 役（川平慈英とW主演）
- バカの王様（1998年）
- 夢から覚めても（2000年）
- 奇人たちの朗読会（2024年） - 奇人 役[26]

### オリジナルビデオ
- 新Zero WOMAN 0課の女再び…（2004年）

### テレビアニメ
- ダッシュ勝平（1981年） - 幻鬼
- 伊賀野カバ丸（1983年） - 目白双葉
- 仮面ライダー電王+しん王（2007年） - オーナー
- トリコ（2011年 - 2014年） - ナレーション・グルメ馬車のアナウンス

### ゲーム
- トリコ グルメサバイバル!2（2012年） - ナレーション

### 吹き替え

#### 映画
- エベレスト 3D（日本語吹替版ナレーター[27]）
- ニューヨーク1997

### ラジオ
- Grand Touring Japan（2004年）
- 石丸謙二郎の山カフェ（2018年2月10日、4月7日 - ）

### 紀行番組
- 世界の車窓から（1987年6月1日 - 、テレビ朝日） - ナレーション
- ぶらり途中下車の旅（日本テレビ） - 旅人 ※2015年11月28日・12月12日・26日放送分ではナレーションを担当。
- 日本の名峰
- 列島スペシャル - 語り
- 世界・わが心の旅 - 語り
- 素晴らしき地球の旅 - 語り
- こんなステキなにっぽんが - 旅人
- とことん歴史紀行（BS11） - ナレーション
- 新にほん風景遺産（2015年4月 - 、BS朝日） - 旅人
- 石丸謙二郎のよかたび（2022年3月31日 - 、BSJapanext）※隔週放送

### ドキュメンタリー
- 富士山 絶景の秘密〜知られざる火山の物語（2012年1月1日、NHK-BSプレミアム） - メインナビゲーター
- 世界大探検ミステリー 地下の絶景をめぐる旅（2013年11月3日、BS-TBS） - メインナビゲーター
- 草刈民代 日本バレエの母を求めて〜エリアナ・パヴロバの波乱の生涯と謎〜（2014年6月29日、BS朝日） - ナレーション
- 天空の頂に 槍ヶ岳 山小屋100年物語（2018年2月5日、長野朝日放送 / 2019年1月2日、テレビ朝日） - ナレーション
- 舞台女優 黒柳徹子 さよなら・最後のステージ（2018年12月15日、テレビ朝日） - ナレーション
- 鉄道伝説SP（BSフジ）
  - 消えゆく時代を彩った鉄道たち 2017春（2017年5月7日）
  - さようなら 時代を彩った鉄道たち 2018春（2018年3月11日）
  - -平成から新時代へ-引退と誕生2019（2019年4月14日）
  - 時代を走る鉄道たち2020春（2020年4月26日）[28]

### バラエティ
- ビートたけしのつくり方
- 明石家さんま49歳が…新たな挑戦をします…日本を幸せにする為…謎の"秘密会議"開催
- お仕事バラエティー がんばれ! ジョブチくん
- 元気一番 健康道場
- オールスター感謝祭
- 筋肉丸（2008年、フジテレビ739）
- 大人の山歩き-自分に出会える百名山-（テレビ朝日）
- 生き物たちの楽園!あなたの知らない海 自然体感アドベンチャー 未知なる大分の海（2019年11月29日、NHK総合(九州限定)）
- 徹子の部屋（テレビ朝日）

### CM
- 大幸薬品
- 九州電力
- KDDI（au）
- 東京都宅建協会
- 布団のベルコ
- 鉄子の旅（DVDの宣伝。『世界の車窓から』風になっていることから、『鉄子の車窓から』というタイトルまでついている。CSファミリー劇場のみ放送）
- スクウェア・エニックス ドラゴンクエストIX 星空の守り人（アルティメットヒッツ版・ナレーション）
- クラブツーリズム

### 講演
- 石丸謙二郎の語るサーカス（2019年4月21日、原爆の図丸木美術館）[29]

### その他
- 九州旅客鉄道特急『ソニック』車内放送（2011年3月 - 、別府駅・大分駅間の下りナレーション）
- ももいろクローバーZCD『5TH DIMENSION・トラック11宙飛ぶ!お座敷列車』曲間ナレーション（2013年4月10日）
- ぶっちゃけ寺&Qさま!!合体3時間スペシャル（2015年10月19日・11月16日・2016年2月15日、問題読み特別ナレーター）

## 著書
- 山へようこそ　山小屋に爪楊枝はない（中央公論新社）2020年10月 ISBN 978-4-12-150702-0
- 山は登ってみなけりゃ分からない（敬文舎）2020年11月 ISBN 978-4-906822-59-1